# Johannes Carmen
Johannes Carmen   (1400 (Gregorià) - 1420 (Gregorià)) fou un compositor francès de la primera meitat del segle XIV.
Junt amb Tapissier, Baude Cordier i altres, fou un dels últims representants de l'escola de la França central. Fou cantor a París en l'església de Saint Jacques de la Boucherie.
De la seva obra han arribat als nostres dies només tres motets: Venite adoremus Dominum, Salve Sancta Aeterna Trinitas Salve Pater i Felix et beata, Pontifici decori speculi, composts amb la tradició tècnica de confiar a dues de les quatre veus un canon cantat sobre texts diferents.